# Invincible Spirit
Invincible Spirit, né en 1997, est un cheval de course pur-sang né en 1997, entraîné par John Dunlop et propriété du Prince saoudien Faisal. Sprinter de talent, il est surtout un étalon majeur, père entre autres des champions Kingman et Moonlight Cloud.

## Carrière de courses
Invincible Spirit débute sur l'hippodrome d'Haydock au mois de juillet de ses deux ans, ouvrant son palmarès 15 jours plus tard à Goodwood dans une course à conditions. Une victoire de Listed Race lui assure une place au départ des Middle Park Stakes, mais il ne peut y figurer utilement, terminant sixième et dernier. On retrouve le poulain en piste presque un an plus tard, un problème de santé lui ayant coûté toute la première partie de saison. Il ne se produit donc que deux fois en 2000, mais sans succès, terminant non placé d'une Listed et d'un groupe 2. 
Désormais âgé de quatre ans, Invincible Spirit se produit dans des sprints de bon niveau, sans parvenir à se mettre en évidence jusqu'à la fin de l'été où il se classe deuxième du Prix de Meautry (Gr.3) à Deauville, puis remporte dans la foulée les Boland Stakes, un groupe 3 disputé au Curragh. Toujours irrégulier, il remporte un deuxième groupe 3 au printemps suivant, avant de réaliser ce qui restera son plus haut fait d'armes : gros outsider au départ de la Haydock Sprint Cup, il trouve enfin son jour, d'une courte tête, et cette victoire lui ouvre les portes du haras avec le statut d'un lauréat de groupe 1. Et c'est davantage dans l'exercice de la reproduction qu'il allait s'épanouir.  

### Résumé de carrière
| Date         | Hippodrome   | Pays        | Course                            | Statut      | Distance    | Jockey      | Place       | Écart       | Vainqueur ou deuxième |
| 1999, 2 ans  | 1999, 2 ans  | 1999, 2 ans | 1999, 2 ans                       | 1999, 2 ans | 1999, 2 ans | 1999, 2 ans | 1999, 2 ans | 1999, 2 ans | 1999, 2 ans           |
| ------------ | ------------ | ----------- | --------------------------------- | ----------- | ----------- | ----------- | ----------- | ----------- | --------------------- |
| 11 juillet   | Haydock      | Royaume-Uni | Maiden                            | Class D     | 1 200 m     | G. Stevens  | 3e / 7      |             | Trouble Mountain      |
| 28 juillet   | Goodwood     | Royaume-Uni | Maiden                            | Class D     | 1 200 m     | T. Quinn    | 1er / 13    | 1 ½         | Break The Code        |
| 30 août      | Ripon        | Royaume-Uni | Ripon Champion 2 Years Old Trophy | Listed      | 1 200 m     | M. Kinane   | 1er / 10    | 1 ½         | Khasayl               |
| 30 septembre | Newmarket    | Royaume-Uni | Middle Park Stakes                | Gr. 1       | 1 200 m     | T. Quinn    | 6e / 6      |             | Primo Valentino       |
| 2000, 3 ans  |              |             |                                   |             |             |             |             |             |                       |
| 16 septembre | Newbury      | Royaume-Uni | Dubai Duty Free Cup               | Listed      | 1 500 m     | P. Eddery   | 4e / 9      |             | Warningford           |
| 14 octobre   | Newmarket    | Royaume-Uni | Challenge Stakes                  | Gr. 2       | 1 400 m     | P. Eddery   | 6e / 9      |             | Last Resort           |
| 2001, 3 ans  |              |             |                                   |             |             |             |             |             |                       |
| 4 mai        | Newmarket    | Royaume-Uni | Leicestershire Stakes             | Gr. 3       | 1 400 m     | P. Eddery   | 4e / 11     |             | Warningford           |
| 22 mai       | Goodwood     | Royaume-Uni | Conditions Stakes                 | Class B     | 1 200 m     | P. Eddery   | 1er / 9     | 3/4         | Kier Park             |
| 21 juin      | Ascot        | Royaume-Uni | Cork and Orrery Stakes            | Gr. 2       | 1 200 m     | P. Eddery   | 9e / 21     |             | Harmonic Way          |
| 21 juillet   | Sandown Park | Royaume-Uni | Hackwood Stakes                   | Listed      | 1 200 m     | P. Eddery   | 1er / 8     | 1 ½         | Mugharreb             |
| 26 août      | Deauville    | France      | Prix de Meautry                   | Gr. 3       | 1 200 m     | P. Eddery   | 2e / 9      | 3           | Do The Honours        |
| 15 septembre | Curragh      | Irlande     | Boland Stakes                     | Gr. 3       | 1 200 m     | P. Eddery   | 1er / 9     | cte tête    | Toroca                |
| 2002, 4 ans  |              |             |                                   |             |             |             |             |             |                       |
| 16 avril     | Newmarket    | Royaume-Uni | Abernant Stakes                   | Listed      | 1 200 m     | P. Eddery   | 4e / 9      |             | Reel Buddy            |
| 16 mai       | York         | Royaume-Uni | Duke of York Stakes               | Gr. 3       | 1 200 m     | M. Kinane   | 1er / 12    | enc.        | Mugharreb             |
| 3 juin       | Sandown      | Royaume-Uni | Temple Stakes                     | Gr. 2       | 1 000 m     | P. Eddery   | 5e / 11     |             | Kyllachy              |
| 22 juin      | Ascot        | Royaume-Uni | Golden Jubilee Stakes             | Gr. 1       | 1 200 m     | K. Fallon   | 6e / 12     |             | Malhub                |
| 7 octobre    | Haydock      | Royaume-Uni | Haydock Park Sprint Cup           | Gr. 1       | 1 200 m     | J. Carroll  | 1er / 14    | cte tête    | Malhub                |

## Au haras
Installé au Irish National Stud, Invincible Spirit débute au tarif de 10 000 € la saillie, et au vu des résultats de sa production ne cesse de l'augmenter jusqu'à atteindre 120 000 € entre 2016 et 2019. Il excelle à donner principalement des chevaux de vitesses, sprinters ou milers, sa production s'aventurant plus rarement au-delà des 1 600 mètres. Dans ce registre, il est le meilleur continuateur de son père Green Desert. Père de près de 2 500 produits, Il a donné environ 80 lauréats de groupe, dont une vingtaine au niveau groupe 1.
Parmi ses meilleurs produits, et pour s'en tenir aux lauréats de groupe 1, citons (avec entre parenthèse le nom du père de mère) :
- Kingman (Zamindar) : 2000 Guinées Irlandaises, St James's Palace Stakes, Sussex Stakes, Prix Jacques le Marois. Cheval de l'année en Europe (2014)
- Moonlight Cloud (Spectrum) : Prix Maurice de Gheest (trois fois), Prix du Moulin de Longchamp, Prix Jacques le Marois, Prix de la Forêt. Cheval d'âge de l'année en Europe (2013)
- Fleeting Spirit (Distant Relative) : July Cup. Sprinter de l'année en Europe (2009)
- Charm Spirit (Montjeu) : Prix Jean Prat, Prix du Moulin de Longchamp, Queen Elizabeth II Stakes.
- Lawman (Gulch) : Prix du Jockey Club, Prix Jean Prat
- Signs of Blessing (Seeking The Gold) : Prix Maurice de Gheest
- Magna Grecia (Galileo) : Futurity Trophy, 2000 Guinées
- Shalaa (War Chant) : Middle Park Stakes, Prix Morny
- Vale of York (Halling) : Breeder's Cup Juvenile
- Mayson (Pivotal) : July Cup.
- Profitable (Indian Ridge) : King's Stand Stakes
- Territories (Machiavellian) : Prix Jean Prat
- National Defense (Kingmambo) : Prix Jean-Luc Lagardère

Invincible Spirit est mis à la retraite en 2025.

## Origines
Invincible Spirit né dans la pourpre et possède, selon l'expression consacrée, un "papier d'étalon". Son père, Green Desert fut un étalon majeur, lui aussi dans le registre de la vitesse voire du mile. Son influence au haras tient en particulier à trois de ses fils qui se sont révélés d'excellents reproducteurs : Invincible Spirit, Oasis Dream (auteur d'une quinzaine de lauréats de groupe 1) et Cape Cross (père de deux vainqueurs du Prix de l'Arc de Triomphe, Golden Horn et Sea the Stars, lui-même grand étalon). Il la doit aussi à ses talents de père de mères, ses filles ayant donné de nombreux champions.  
Quant à la mère d'Invincible Spirit, Rafha, elle est le fleuron de l'élevage du Prince Faisal. Non seulement elle fut l'une des championnes de sa génération sur les pistes, lauréate du Prix de Diane en 1990, mais elle a donné outre Invincible Spirit, un autre grand étalon, Kodiac, placé de groupe 3, et père de nombreux chevaux de groupe 1, réputés pour leur vitesse et leur précocité. Rafha revendique aussi la mère de Sadian, vainqueur des Ormonde Stakes (Gr.3. Elle est elle-même issue d'une poulinière de valeur, Eljazzi, qui a donné aussi Chiang Mai (Sadler's Wells), une lauréate de groupe 3 qui est surtout la mère l'excellente Chinese White (Dalakhani), qui a remporté les Pretty Polly Stakes. 

### Pedigree
| Origines de Invincible Spirit (IRE), mâle bai brun né en 1997 | Origines de Invincible Spirit (IRE), mâle bai brun né en 1997 | Origines de Invincible Spirit (IRE), mâle bai brun né en 1997 | Origines de Invincible Spirit (IRE), mâle bai brun né en 1997 |
| ------------------------------------------------------------- | ------------------------------------------------------------- | ------------------------------------------------------------- | ------------------------------------------------------------- |
| Père Green Desert                                             | Danzig                                                        | Northern Dancer                                               | Nearctic                                                      |
| Père Green Desert                                             | Danzig                                                        | Northern Dancer                                               | Natalma                                                       |
| Père Green Desert                                             | Danzig                                                        | Pas de nom                                                    | Admiral's Voyage                                              |
| Père Green Desert                                             | Danzig                                                        | Pas de nom                                                    | Petitioner                                                    |
| Père Green Desert                                             | Foreign Courier                                               | Sir Ivor                                                      | Sir Gaylord                                                   |
| Père Green Desert                                             | Foreign Courier                                               | Sir Ivor                                                      | Attica                                                        |
| Père Green Desert                                             | Foreign Courier                                               | Courtly Dee                                                   | Never Bend                                                    |
| Père Green Desert                                             | Foreign Courier                                               | Courtly Dee                                                   | Tulle                                                         |
| Mère Rafha                                                    | Kris                                                          | Sharpen Up                                                    | Atan                                                          |
| Mère Rafha                                                    | Kris                                                          | Sharpen Up                                                    | Rocchetta                                                     |
| Mère Rafha                                                    | Kris                                                          | Doubly Sure                                                   | Reliance                                                      |
| Mère Rafha                                                    | Kris                                                          | Doubly Sure                                                   | Soft Angels                                                   |
| Mère Rafha                                                    | Eljazzi                                                       | Artaius                                                       | Round Table                                                   |
| Mère Rafha                                                    | Eljazzi                                                       | Artaius                                                       | Stylish Pattern                                               |
| Mère Rafha                                                    | Eljazzi                                                       | Border Bounty                                                 | Bounteous                                                     |
| Mère Rafha                                                    | Eljazzi                                                       | Border Bounty                                                 | B Flat(famille 7-a)                                           |